# Still Motor Company
Still Motor Company war ein kanadischer Hersteller von Automobilen.

## Unternehmensgeschichte
William J. Still, der vorher Konstrukteur beim Canadian Motor Syndicate war, gründete im Mai 1899 das neue Unternehmen in Toronto. Wie beim vorherigen Unternehmen war Thomas Bengough Präsident und L. W. Darling Sekretär, während Still Vizepräsident wurde. Sie setzten die Produktion von Automobilen fort. Der Markenname lautete Still. Anfang 1900 endete die Produktion, als das Geld ausging.
Canadian Motors übernahm das Unternehmen.

## Fahrzeuge
Im Angebot standen Elektroautos. Ein Modell war ein Dreirad mit vorderem Einzelrad für Lieferzwecke, wie es schon bei Canadian Motor Syndicate produziert wurde. Deren dreirädriges Tricar wurde in überarbeiteter Form angeboten. Neu entwickelt wurden ein Zweisitzer namens Ivanhoe, ein Viersitzer und ein größerer Kastenwagen.